# 2136 Jugta
2136 Jugta è un asteroide della fascia principale. Scoperto nel 1933, presenta un'orbita caratterizzata da un semiasse maggiore pari a 3,0182986 UA e da un'eccentricità di 0,0491336, inclinata di 10,58527° rispetto all'eclittica.